# Ingvild Wetrhus Thorsvik

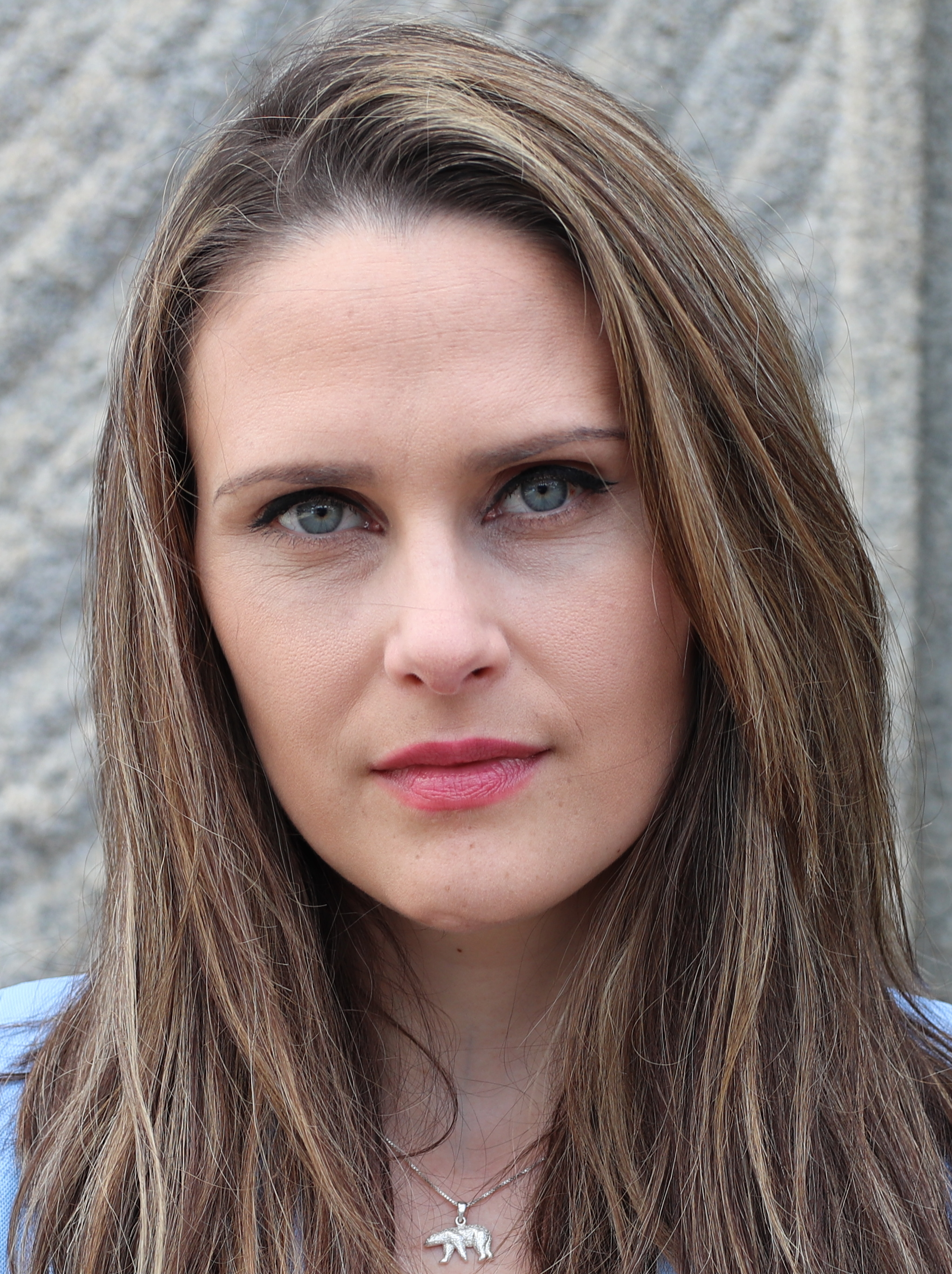
Ingvild Wetrhus Thorsvik, 2022

Ingvild Wetrhus Thorsvik (* 19. November 1991) ist eine norwegische Politikerin der sozialliberalen Venstre. Seit 2021 ist sie Abgeordnete im Storting.

## Leben
Thorsvik stammt aus der Kommune Mandal und saß von 2011 bis 2019 im Kommunalparlament der Gemeinde. In den Jahren 2015 bis 2019 war sie dabei die stellvertretende Bürgermeisterin von Mandal. Parallel dazu studierte sie Rechtswissenschaften an der Universität Oslo. Im Jahr 2019 begann sie, als Juristin zu arbeiten.
Bei der Parlamentswahl 2021 zog Thorsvik erstmals in das norwegische Nationalparlament Storting ein. Dort vertritt sie den Wahlkreis Vest-Agder und wurde Mitglied im Justizausschuss. In ihrem ersten Jahr als Abgeordneter wirkte sie an der beim Norsk rikskringkasting (NRK) ausgestrahlten Dokuserie Folkevalgt – makt for nybegynnere mit, in der neue Abgeordnete in ihrem Arbeitsalltag begleitet wurden.

## Positionen
Thorsvik gehört zu den Befürwortern einer Liberalisierung der Gesetzgebung zu Schwangerschaftsabbrüchen. Im Jahr 2022 legte sie einen Gesetzesvorschlag vor, der das Recht auf Schwangerschaftsabbrüche im norwegischen Grundgesetz verankern sollte.
Im Januar 2024 gab Thorsvik bekannt, dass sie den palästinensischen Journalisten Motaz Azaiza für den Friedensnobelpreis nominiert habe. Sie begründete ihre Nominierung damit, dass durch seine Bilder Menschen auf aller Welt Einblick in Gaza erhielten.